# Пюрієр (Теннессі)
Пюрієр (англ. Puryear) — місто (англ. city) в США, в окрузі Генрі штату Теннессі. Населення — 706 осіб (2020).

## Географія
Пюрієр розташований за координатами 36°26′32″ пн. ш. 88°19′57″ зх. д. / 36.44222° пн. ш. 88.33250° зх. д. (36.442162, -88.332629). За даними Бюро перепису населення США в 2010 році місто мало площу 2,37 км², уся площа — суходіл.
Місто розташоване на висоті 185 метрів над рівнем моря.

## Демографія
Згідно з переписом 2010 року, у місті мешкала 671 особа в 272 домогосподарствах у складі 177 родин. Густота населення становила 283 особи/км². Було 299 помешкань (126/км²).
Расовий склад населення:
| - 95,8 % — білих - 1,9 % — чорних або афроамериканців - 0,4 % — корінних американців - 0,1 % — азіатів |

До двох чи більше рас належало 1,6 %. Частка іспаномовних становила 0,1 % від усіх жителів.
За віковим діапазоном населення розподілялося таким чином: 20,1 % — особи молодші 18 років, 59,0 % — особи у віці 18—64 років, 20,9 % — особи у віці 65 років та старші. Медіана віку мешканця становила 43,9 року. На 100 осіб жіночої статі у місті припадало 100,3 чоловіків; на 100 жінок у віці від 18 років та старших — 92,8 чоловіків також старших 18 років.
Середній дохід на одне домашнє господарство становив 43 468 доларів США (медіана — 38 125), а середній дохід на одну сім'ю — 49 210 доларів (медіана — 41 413). Медіана доходів становила 37 109 доларів для чоловіків та 27 500 доларів для жінок. За межею бідності перебувало 16,6 % осіб, у тому числі 12,1 % дітей у віці до 18 років та 14,9 % осіб у віці 65 років та старших.
Цивільне працевлаштоване населення становило 257 осіб. Основні галузі зайнятості: виробництво — 23,0 %, освіта, охорона здоров'я та соціальна допомога — 21,4 %, транспорт — 9,7 %, роздрібна торгівля — 7,4 %.